# Heretgia en taronja torrat
Heretgia en taronja torrat (també distribuït com a Una obra mestra; originalment en anglès, The Burnt Orange Heresy) és una pel·lícula de thriller policial del 2019 dirigida per Giuseppe Capotondi i amb un guió de Scott Smith. La pel·lícula està basada en el llibre del mateix nom de Charles Willeford i és protagonitzada per Claes Bang, Elizabeth Debicki, Mick Jagger i Donald Sutherland. S'ha doblat i subtitulat al català.
Va ser seleccionada com a pel·lícula de cloenda del 76è Festival Internacional de Cinema de Venècia i es va estrenar el 6 de març de 2020 amb la distribució de Sony Pictures Classics.

## Sinopsi
Un comerciant d'art ric recluta el crític James Figueras per robar una pintura del solitari Jerome Debney.

## Repartiment
- Claes Bang com a James Figueras
- Elizabeth Debicki com a Berenice Hollis
- Mick Jagger com a Joseph Cassidy
- Donald Sutherland com a Jerome Debney
- Rosalind Halstead com a Evelina Macri
- Alessandro Fabrizi com a Rodolfo